# Équipe de Corée du Nord des moins de 17 ans de football
Maillots
L'équipe de Corée du Nord des moins de 17 ans est une sélection de joueurs de moins de 17 ans au début des deux années de compétition placée sous la responsabilité de la Fédération de Corée du Nord de football. 
L'équipe fut deux fois vainqueur de la Coupe d'Asie des nations des moins de 16 ans et fut une fois quart de finaliste de la Coupe du monde de football des moins de 17 ans.

## Parcours en Coupe d'Asie des nations de football des moins de 16 ans
- 1985 : Non inscrite
- 1986 : 4e
- 1988 : 1er tour
- 1990 : Non qualifiée
- 1992 : 4e
- 1994 : Non qualifiée
- 1996 : Non qualifiée
- 1998 : 1er tour
- 2000 : Non inscrite
- 2002 : Non qualifiée
- 2004 :  2e
- 2006 :  2e
- 2008 : Disqualifiée
- 2010 :  Vainqueur
- 2012 : 1er tour
- 2014 :  Vainqueur
- 2016 : Demi-finaliste
- 2018 : Quart de finaliste
- 2023 : À venir

## Parcours en Coupe du monde des moins de 17 ans
- 1985 : Non inscrite
- 1987 : Non qualifiée
- 1989 : Non qualifiée
- 1991 : Non qualifiée
- 1993 : Non qualifiée
- 1995 : Non qualifiée
- 1997 : Non qualifiée
- 1999 : Non qualifiée
- 2001 : Non inscrite
- 2003 : Non qualifiée
- 2005 : Quarts de finale
- 2007 : Huitièmes de finale
- 2009 : Disqualifiée
- 2011 : 1er tour
- 2013 : Non qualifiée
- 2015 : Huitièmes de finale
- 2017 : 1er tour
- 2019 : Non qualifiée
- 2023 : À venir

## Anciens joueurs
- Pak Chol-Ryong
- Choe Myong-ho
- Kim Kuk-Jin